# Xestia sincera
Xestia sincera là một loài bướm đêm trong họ Noctuidae.

## Hình ảnh

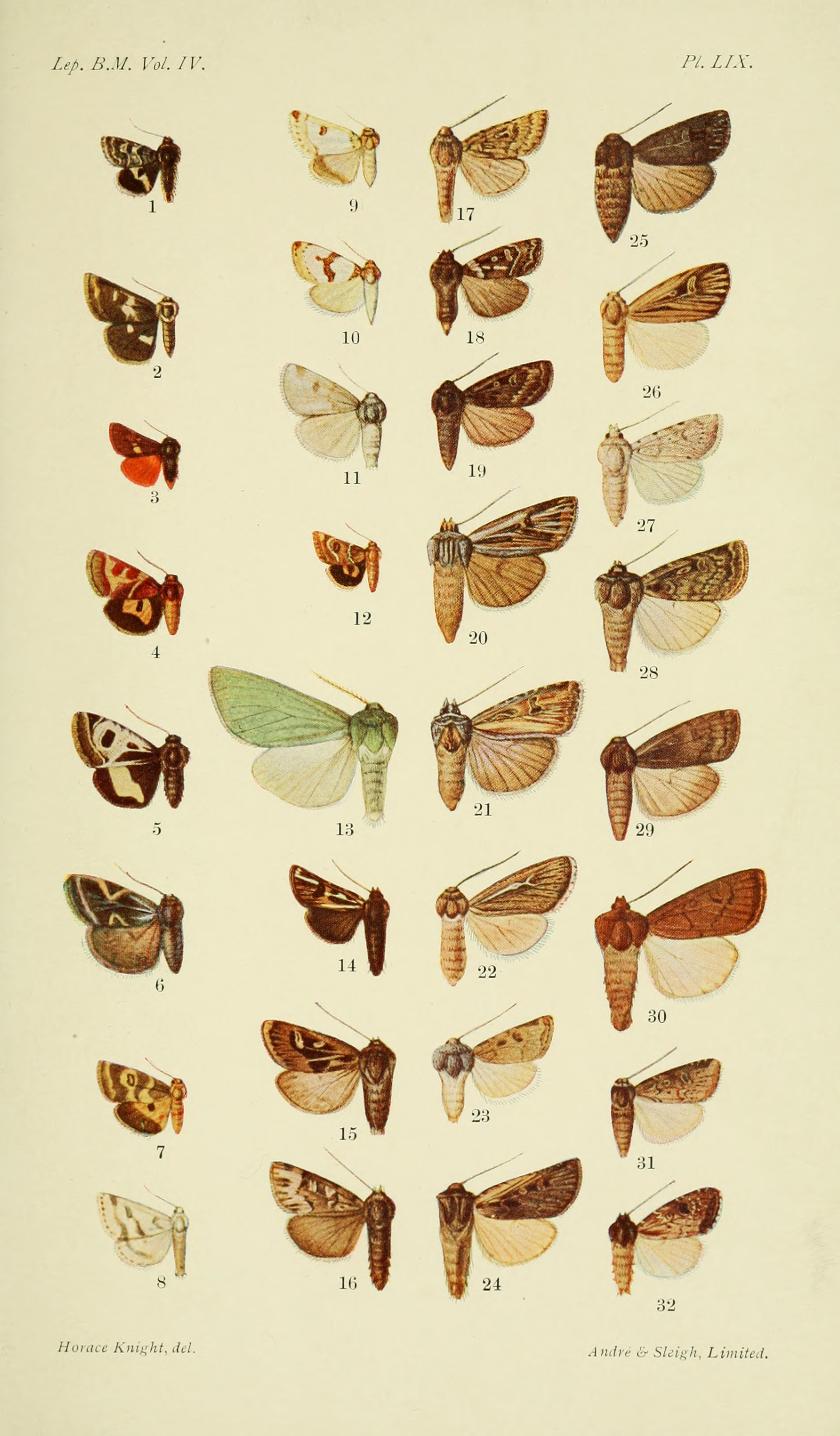
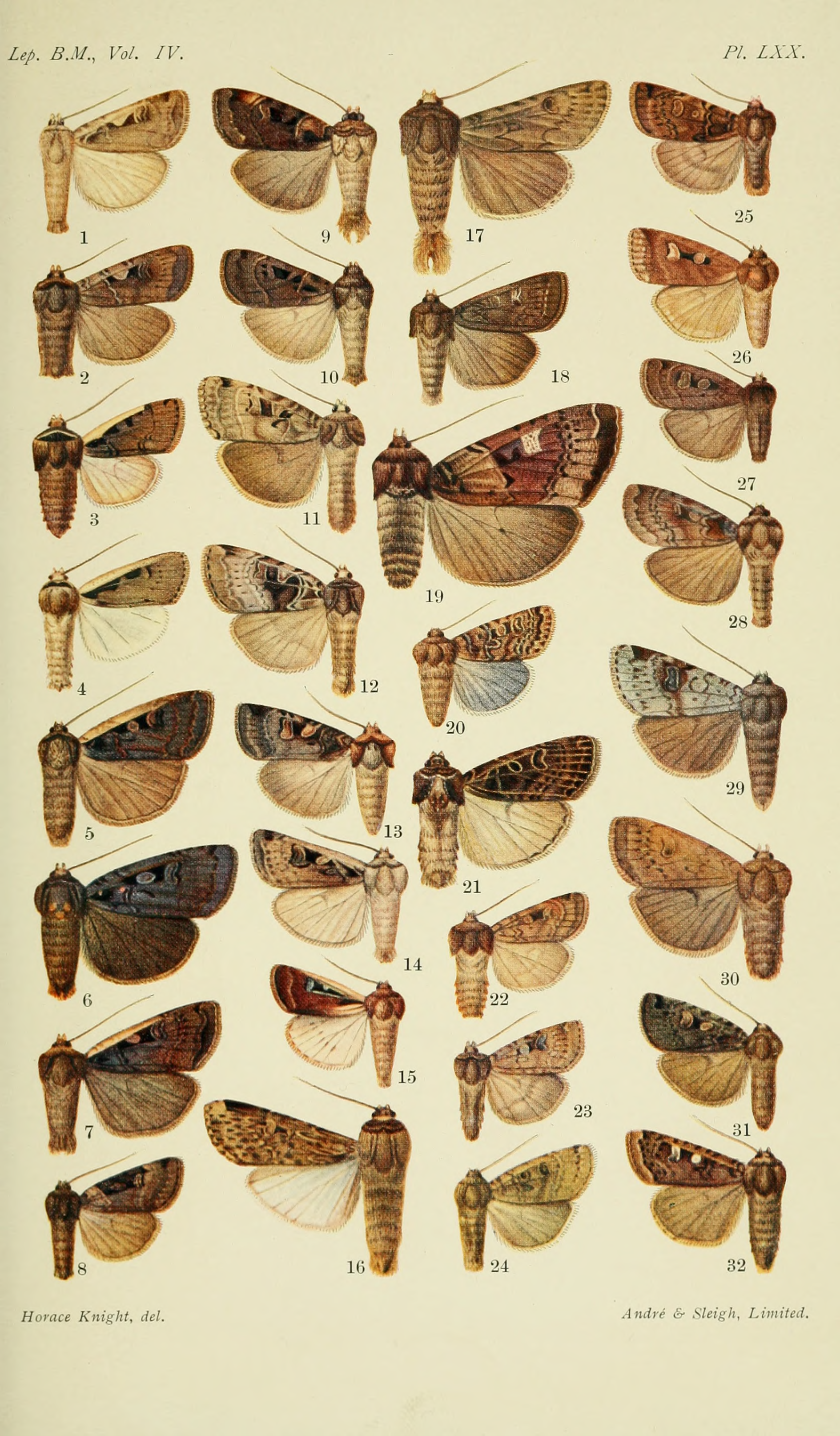
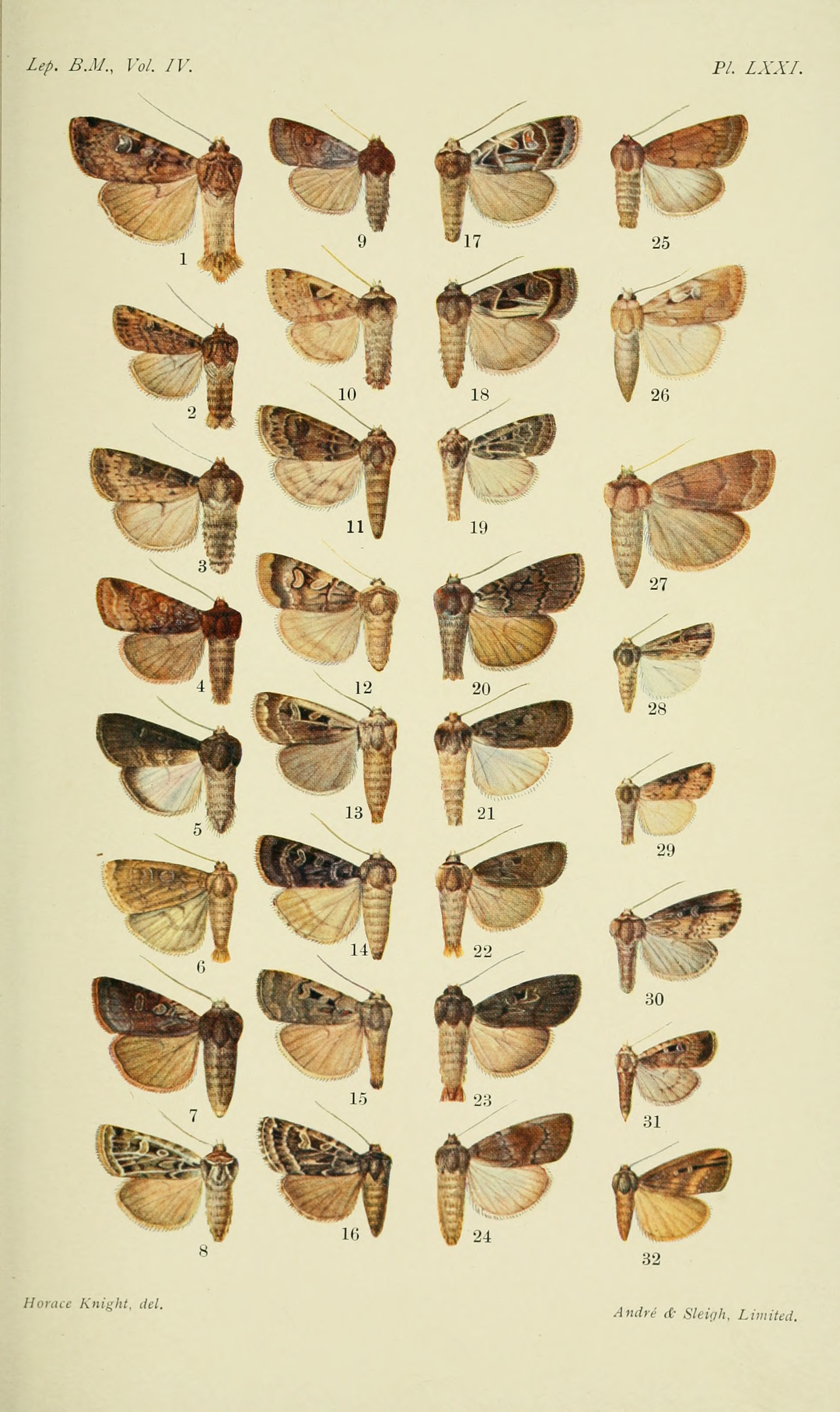
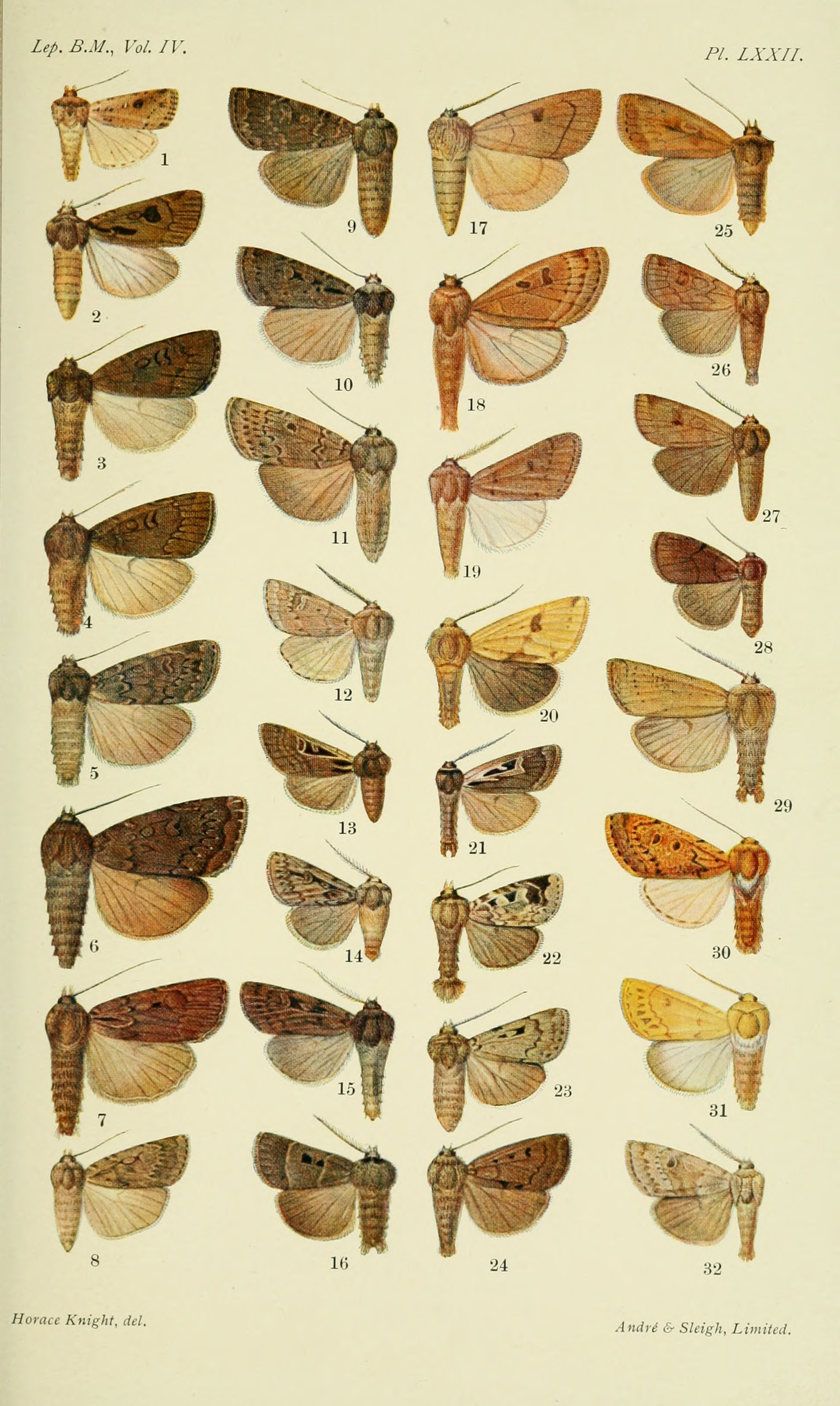